# Frenatura a controvapore
Nella condotta delle locomotive a vapore si definisce frenatura a controvapore un particolare tipo di marcia della locomotiva caratterizzata dall'impiego della pressione del vapore come forza resistente anziché come forza motrice.
Essa ha lo scopo di moderare la velocità della macchina e del treno e, se necessario, di frenarli rapidamente.
Si ottiene portando rapidamente gli organi della distribuzione dalla posizione di marcia in avanti a quella di marcia indietro.
Il freno a controvapore fu introdotto dall'ingegnere francese Louis Le Chatelier.